# Flågsund
Flågsund är ett sund i Finland. Den ligger i landskapet Egentliga Finland, i den sydvästra delen av landet, 190 km väster om huvudstaden Helsingfors.
Flågsund ligger mellan Storpensor och Bastö i väster och Lillpensor i öster. Sundet ansluter till Bastö stråket i norr.